# Mariehamn Discgolfpark

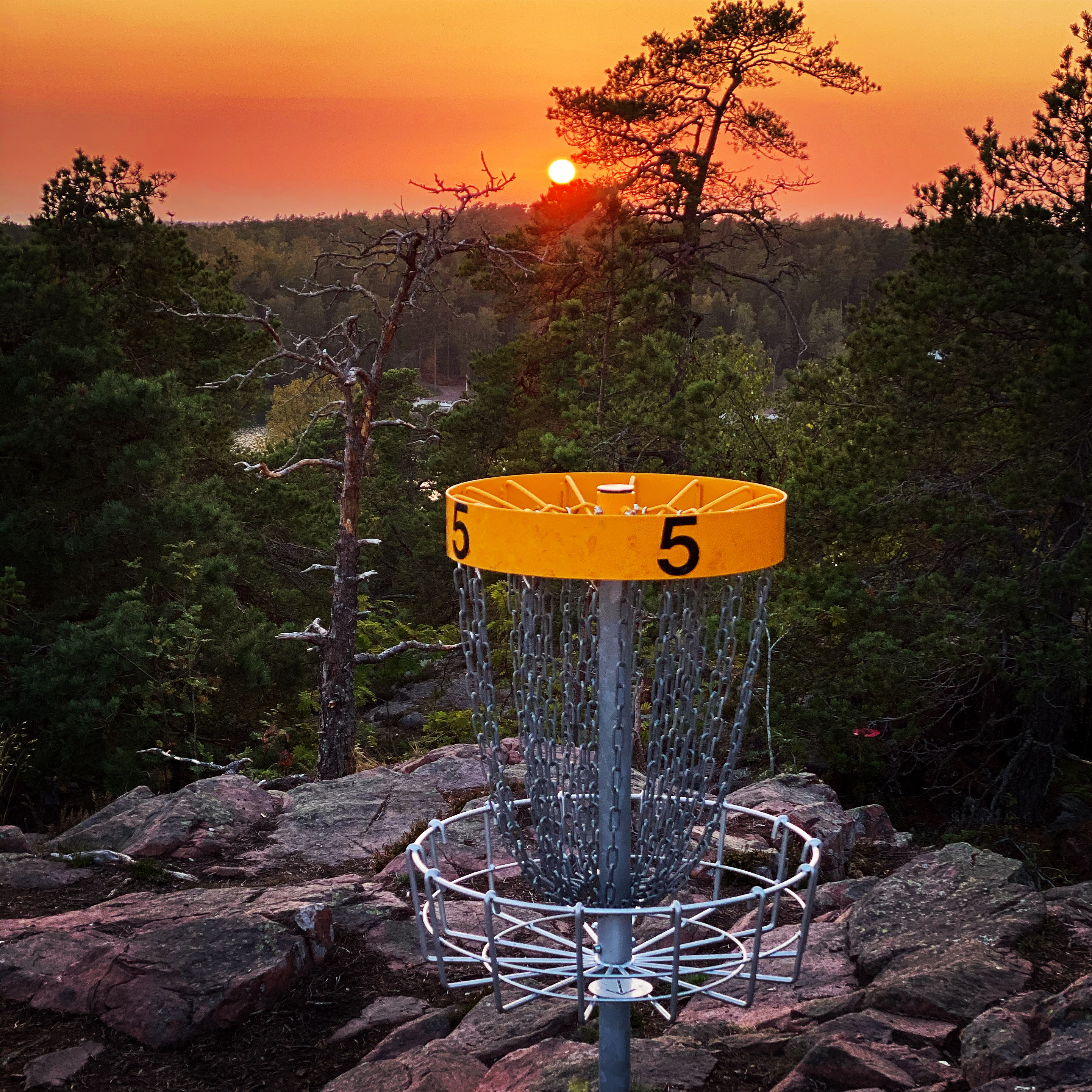
Solnedgång vid Mariehamn Discgolfpark 28 september 2020.

Mariehamn DiscGolfPark är belägen i Badhusparken eller Engelska parken som den även kallas. Banan startar i parken och slingrar sig upp längs Badhusberget. Det är Ålands äldsta bana och den öppnade sommaren 1982  .  
Banan är även en av Europas äldsta fortfarande aktiva banor. Det är en 9-håls parkbana med relativt korta hål i medeltal 50 meter. 
Nu är banan en av 11 discgolfparker som kom till under rekordfart sommaren 2020 och bildar turistdestinationen "Åland Disc Golf Island" 

## Historia
Utbytesstudenten och ålänningen Lasse Hellsten var i Kalifornien i slutet på 1970-talet och när han kom tillbaka till Mariehamn, så tog han med sig den nya sporten frisbeegolf och fick ett antal andra ålänningar med sig och de började spela. Lasse lade upp banan i Badhusparken efter naturliga öppningar i parken och som  ”mål” på de olika hålen fick träd och lyktstolpar vara.  
Man spelade de första åländska mästerskapen på den banan samma sommar. Sporten utövades av en mindre krets entusiaster under 80-talet och det gjordes försök 2015 och 2016 att anlägga en Disc Golf bana i Tullarns äng.

### Naturbanan blir en discgolfpark
2018 togs ett initiativ i Mariehamn av Björn Hägerstrand att göra om den ursprungliga banan från 1982 till en disc golf park med utkast och korgar. I april 2019 invigdes discgolf banan i Badhusparken och den lockade en del nya spelare, främst skolklasser. 

### Discgolfparken blir en del i Disc Golf islands
I mars 2021  så slår pandemin till och det infördes undantagstillstånd och discgolfen i Mariehamn är en av aktiviteterna som gick att göra och fick utövas. Ungdomar och arbetslösa kom från hela Åland för att spela på discgolf banan och det resulterade i att banan i Mariehamn blev sliten. 
Näringsminister Fredrik Karlströms startade en aktionsgrupp för att hantera effekterna av pandemin.En av de sakerna som FPÅ satsade på var att göra Åland till en unik Discgolf destination "Åland Disc Golf Island"    och inspirationen var Discgolf banan i Badhusparken och hur discgolfen utvecklades i närregionen till Åland.

### Badhusparken åter en turistattraktion
Badhusparken var för 100 år sedan Ålands mest uppskattade turistplats under den s.k.Badhusepoken, efter att den perioden avtog, blev den mera en park för hundägare och en avskild plats för ungdomar som ville dricka öl och spela hög musik. Högsta toppen i parken fick i folkmun smeknamnet "pissberget" och namnet har även tagit fäste inom kulturella kretsar som svenska litteratursällskapet i Finland . 
Mariehamns Discgolfpark är en mycket populär bana att spela på och 2020 fick utmärkelsen Mariehamns  banan en topplacering i Europa, enligt UDisc .   